# Srednja šola Zagorje
Srednja šola Zagorje (kratica SŠ Zagorje) je izobraževalna ustanova, ki vključuje 4 programe; 1 nižje poklicno, 2 srednje poklicna, 1 srednje strokovno in 2 višje strokovna programa. Srednja šola Zagorje je bila nekoč rudarska šola, nakar so to potem spremenili in dodali več programov, kar je privedlo več dijakov iz Zasavja.

## Struktura
SVET ŠOLE
Svet šole sestavljajo 3 predstavnice ustanovitelja, od tega je ena predstavnica lokalne skupnosti, 5 predstavnikov delavcev šole, 3 predstavniki sveta staršev in 2 predstavnika dijakov in dijakinj.
ORGANI ŠOLE:
- Ravnateljica
- Pomočnica ravnateljice
- Programski učiteljski zbori
- Oddelčni učiteljski zbori
- Razredniki
- Strokovni aktivi
- Svet staršev
- Skupnost dijakov (je organizirana v oddelčnih skupnostih, predstavlja pa jih dijaški parlament).

in še ostali organi šole;
- Tajništvo
- Računovodstvo

## Vodstvo
Srednjo šolo Zagorje trenutno vodi ravnateljica Maruša Kolar .

## Programi
Srednja šola Zagorja ima trenutno 4 programe:
NIŽJE POKLICNO IZOBRAŽEVANJE (2 LETI):
- pomočnik v biotehniki in oskrbi

SREDNJE POKLICNO IZOBRAŽEVANJE (3 LETA):
- trgovec
- gastronom/hotelir

SREDNJE STROKOVNO IZOBRAŽEVANJE (4 LETA):
- tehnik zdravstvene nege

VIŠJE STROKOVNO IZOBRAŽEVANJE (+2 LETI):
- ekonomski tehnik PTI
- gastronomija

## Zanimivosti
Srednja šola Zagorje je edina srednje-šolska ustanova v Zagorju ob Savi. Nosi izobraževalne programe za mlade ljudi in odrasle.
AKTIVNOSTI:
- kreativne delavnice
- šolski teater
- modno oblikovanje in plesna skupina
- literarni in bralni krožek
- praznične delavnice za otroke

Naša šola že dolgo let sodeluje z avstrijskimi in češkimi šolami. Veliko učiteljev in dijakov se pogosto zamenja.

## Zaposleni
Trenutno je na SŠ Zagorje okoli 40 delavcev (od tega 26 profesorjev).